# Takoyaki
Le takoyaki (たこ焼き、たこ焼、蛸焼、たこやき, litt. « pieuvre grillée ») est un mets de la cuisine japonaise classé dans les konamon (粉もん, plats à base de farine [de blé]) et une spécialité d'Osaka, se présentant sous forme de boulettes de pâte, semblable à la pâte à crêpe, contenant des morceaux de poulpe, cuites en moule, comme les gaufres. Ils sont généralement vendus par 6, 10, 12 ou plus dans une barquette.
En général, le takoyaki est vendu dans les échoppes yatai donnant sur la rue pour être emporté ou consommé à l'extérieur. Dans la région du Kansai, on le consomme en repas sans rien d'autre. Le takoyaki est extrêmement populaire dans cette région ou l'on trouve nombre d'échoppes se targuant de posséder la meilleure recette. Enfin, il est important de préciser que le takoyaki se mange généralement bouillant, à peine sorti de la plaque. Cette recette est assimilée à de la cuisine spectacle et conviviale.

## Préparation
Ingrédients :
- pieuvre (たこ、蛸, tako?) ;
- œuf ;
- farine ;
- eau ;
- kombu : bouillon d'algue ;
- dashi : bouillon de poisson ;
- ciboule ;

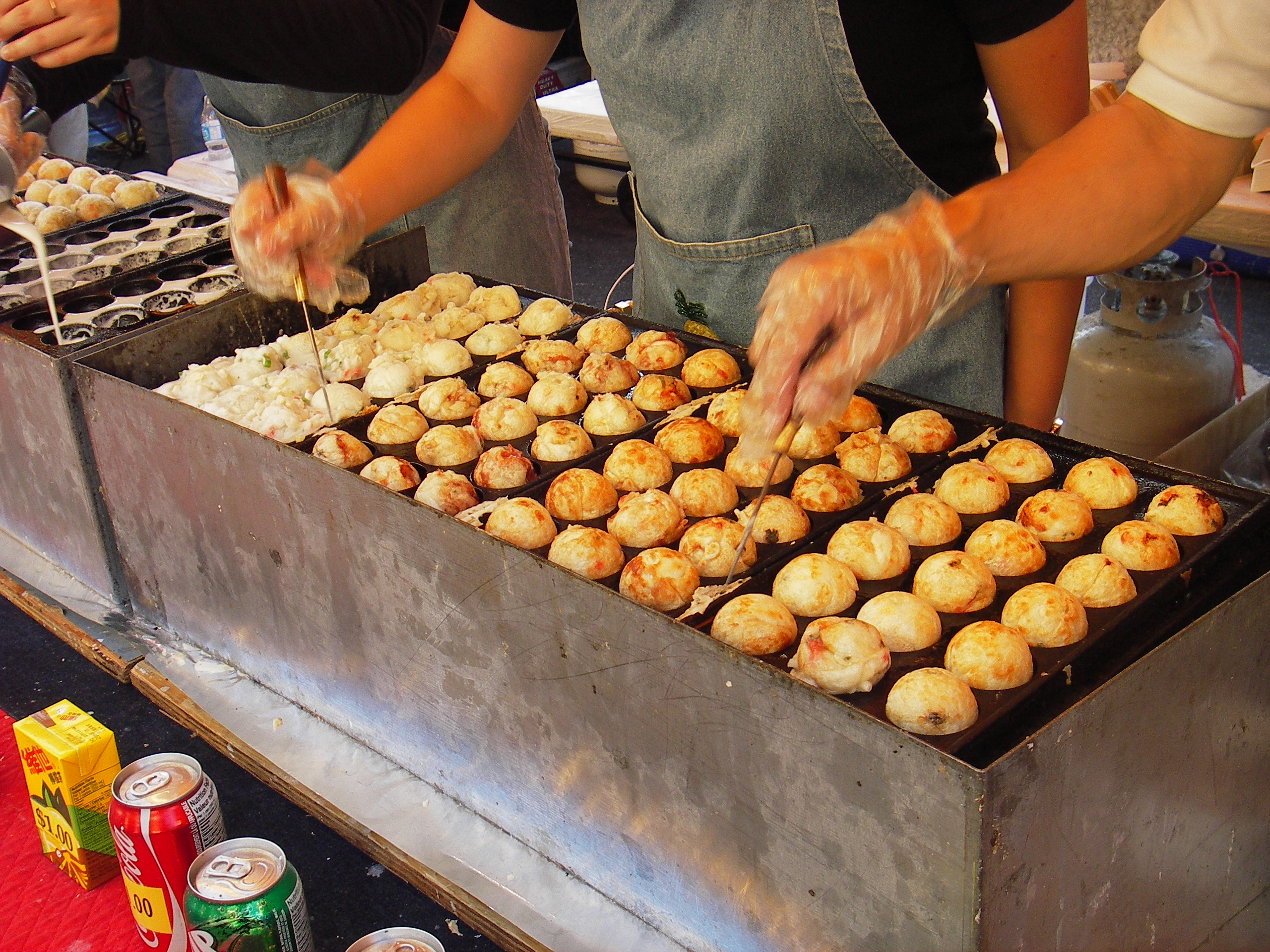
Moule pour takoyaki.

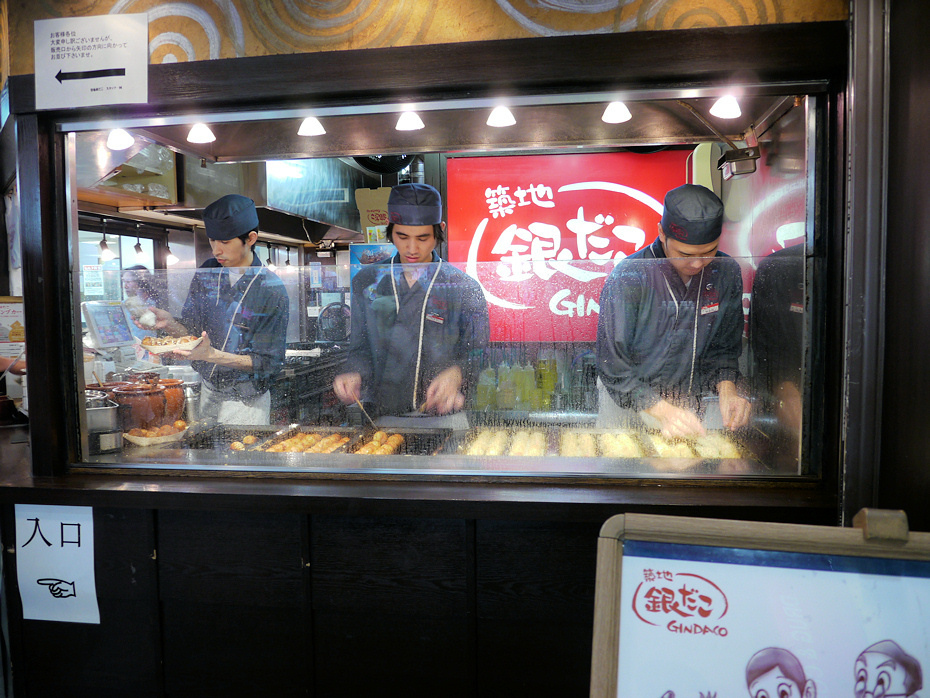
Cuisson des takoyaki.

- sauce semblable à la sauce pour okonomiyaki : otafuku ;
- aonori : algues des genres Enteromorpha (comme les ulves) et Monostroma ;
- mayonnaise japonaise : avec moins d'œufs, plus liquide, plus légère ;
- hanakatsuo : copeaux de katsuobushi (bonite séchée) ;
- gingembre.

## Mets semblables

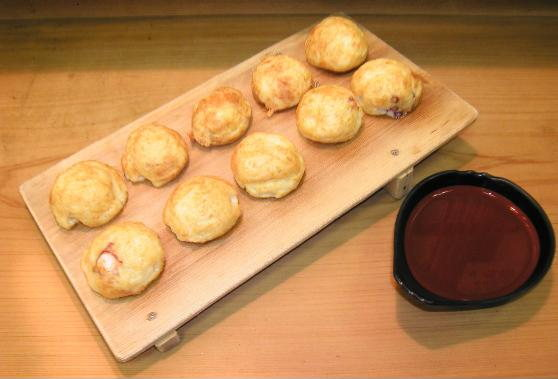
Akashiyaki.

- Akashiyaki (明石焼き?) ou tamagoyaki (玉子焼?), à ne pas confondre avec les omelettes (tamagoyaki (卵焼き/玉子焼き?)) : les akashiyaki sont une forme de takoyaki à la texture plus molle, sans sauce et que l'on trempe dans une soupe dashi. Ils sont considérés comme l'ancêtre des takoyaki. Le mot vient d'Akashi, nom d'une ville près de Kōbe. Le terme tamagoyaki (littéralement « œuf cuit ») est également utilisé pour les désigner.
- Le takosen (ja) (たこせん?), abréviation de takosenbei (たこせんべい?), consiste en deux takoyaki, mis dans une galette de riz à la crevette (senbei) et assaisonnés avec de la sauce et de la ciboule. Ce mets est également proche du tamasen (ja) (玉せん?).

## Culture populaire française
Une des chansons de l'album Panzer Surprise !  du groupe Ultra Vomit, sorti en 2017, s'intitule Takoyaki. Un clip de cette chanson est diffusé en 2019, racontant l'histoire, en anime, d'un poulpe tentant d'échapper à la préparation d'un takoyaki,.